# Hør nu synger stjernerne
|  | Denne artikel er oprettet af botten PalnaBot ud fra en ekstern database. Den kan derfor have sproglige fejl eller mangler. Denne skabelon kan fjernes efter kontrol af indholdet. |

Hør nu synger stjernerne er en film instrueret af Vibeke Vogel, Per Dreyer, Jesper W. Nielsen, Kirsten Hammann, Luc Riolon, Luc Riolon.

## Handling
»Hør nu synger stjernerne« er fem musikvideoer for børn. De gode, gamle, kendte og elskede børnesange »Mariehønen Evigglad«, »Jeg ved en lærkerede«, »Solen er saa rød, Mor«, »Tyggegummikongen Bobbel« og »Hør, den lille stær« De har fået nyt liv i levende billeder. Fem yngre instruktører har frisk fortolket de klassiske børnesange i et moderne billedsprog. Den danske sangtradition lever stadig i bedste velgående.